# Municipio de Bruce (Illinois)
El municipio de Bruce (en inglés: Bruce Township) es un municipio ubicado en el condado de LaSalle en el estado estadounidense de Illinois. En el año 2010 tenía una población de 13185 habitantes y una densidad poblacional de 298,93 personas por km².

## Geografía
El municipio de Bruce se encuentra ubicado en las coordenadas 41°10′7″N 88°50′47″O / 41.16861, -88.84639. Según la Oficina del Censo de los Estados Unidos, el municipio tiene una superficie total de 44.11 km², de la cual 44.09 km² corresponden a tierra firme y (0.04%) 0.02 km² es agua.

## Demografía
Según el censo de 2010, había 13185 personas residiendo en el municipio de Bruce. La densidad de población era de 298,93 hab./km². De los 13185 habitantes, el municipio de Bruce estaba compuesto por el 91.18% blancos, el 2.55% eran afroamericanos, el 0.31% eran amerindios, el 0.43% eran asiáticos, el 0.02% eran isleños del Pacífico, el 3.58% eran de otras razas y el 1.93% pertenecían a dos o más razas. Del total de la población el 10.56% eran hispanos o latinos de cualquier raza.